# La bionda di bambù
La bionda di bambù (The Bamboo Blonde) è un film del 1946 diretto da Anthony Mann. La sceneggiatura si basa su Chicago Lulu, un racconto di Wayne Whittaker apparso su The Saturday Evening Post  del 15 aprile 1944.

## Produzione
Le riprese del film, prodotto dalla RKO Radio Pictures, durarono dal 4 settembre a inizio ottobre 1945.

## Distribuzione
Il copyright del film, richiesto dalla RKO Radio Pictures, Inc., fu registrato il 12 giugno 1946 con il numero LP435.
Distribuito con il titolo originale The Bamboo Blonde, il film uscì nelle sale cinematografiche USA il 15 luglio 1945.

## Colonna sonora
- I'm Good for Nothing but Love - scritta da Mort Greene e Lew Pollack, cantata da Frances Langford
- Dreaming out Loud - scritta da Mort Greene and Lew Pollack, cantata da Frances Langford
- Moonlight over the Islands - scritta da Mort Greene and Lew Pollack, cantata da Frances Langford e coro
- Right Along about Evening - scritta da Mort Greene and Lew Pollack, cantata da Frances Langford, Paul Harvey, Ralph Edwards, Iris Adrian e Regian Wallace